# Volksbank am Württemberg
Die Volksbank am Württemberg eG ist eine Genossenschaftsbank mit Sitz im baden-württembergischen Fellbach, die 2016 aus der Fusion der Untertürkheimer Volksbank und der Fellbacher Bank hervorgegangen ist.

## Geschichte
In Vertreterversammlungen der Untertürkheimer Volksbank und der Fellbacher Bank wurde am 18. und 19. April 2016 die Fusion zur Volksbank am Württemberg rückwirkend zum 1. Januar 2016 beschlossen. Die Eintragung in das Genossenschaftsregister erfolgte am 7. September 2016.
Zuvor waren erfolglos Fusionsgespräche mit der Kerner Volksbank geführt worden.
Namensgebend für die Bank ist der Württemberg, der zwischen dem Stuttgarter Stadtbezirk Untertürkheim und Fellbach liegt.

## Geschäftsfeld
Die Volksbank am Württemberg unterhält derzeit insgesamt sieben Geschäftsstellen, von denen vier als Regionalzentren fungieren. Der Schwerpunkt ihrer Tätigkeit liegt dabei auf dem Einlagen-, Wertpapier- und Kreditgeschäft. Die Bank ergänzt ihr Portfolio durch Produkte und Angebote der Unternehmen innerhalb der Genossenschaftlichen FinanzGruppe.

## Mitgliedschaft
Die Volksbank am Württemberg eG verfolgt als Genossenschaftsbank keine primäre Zielsetzung der Gewinnmaximierung, sondern legt den Fokus darauf, die Interessen ihrer Mitglieder zu fördern. Jede Privatperson, Personengesellschaft oder juristische Person des privaten und öffentlichen Rechts hat die Möglichkeit, Mitglied zu werden, indem sie einen Geschäftsanteil im Wert von 150 Euro zeichnet und gleichzeitig Kunde der Bank ist.

## Organe und Gremien

### Vertreterversammlung
Die Rechte der Mitglieder in den Angelegenheiten der Genossenschaft werden von Vertretern der Mitglieder in der Vertreterversammlung ausgeübt.
Vorstand und Aufsichtsrat legen vor der Vertreterversammlung Rechenschaft über ihre Tätigkeit ab. Die Vertreterversammlung stellt den Jahresabschluss fest und beschließt, wie der Jahresüberschuss verwendet werden soll. Außerdem entscheidet sie über die Entlastung des Aufsichtsrates und des Vorstandes. Der Aufsichtsrat wird von den Vertretern gewählt.

### Aufsichtsrat und Vorstand
Der Aufsichtsrat besteht aus 12 Mitgliedern, die von der Vertreterversammlung gewählt wurden. Der Vorstand der Volksbank am Württemberg besteht derzeit aus zwei Mitgliedern.

## Gesellschaftliches Engagement
Im Jahr 2022 engagierte sich die Volksbank am Württemberg aktiv für gesellschaftliche und soziale Belange in der Region. Durch Spenden und Sponsoring-Maßnahmen in Höhe von über 110.000 EUR hat die Bank einen bedeutenden Beitrag zur Förderung der Region geleistet.

## Verbundpartner
- Bausparkasse Schwäbisch Hall
- DZ Hyp
- DZ Bank
- easyCredit
- R+V Versicherung AG
- Süddeutsche Krankenversicherung
- Union Investment
- VR Leasing
- Münchener Hypothekenbank
- DZ Privatbank